# Maya Hills
Maya Hills (n. 21 de agosto de 1987 en Siberia, Rusia) es una actriz pornográfica rusa. Entró a la industria porno en octubre de 2005 a los 18 años, habiendo aparecido desde entonces en más de 300 películas.

## Premios
- 2008 Premios AVN nominada – Mejor nueva actriz[4]
- 2008 Premios AVN nominada – Mejor escena de sexo oral, Video – Blow Me Sandwich 11[4]